# 28519 Sweetman
28519 Sweetman è un asteroide della fascia principale. Scoperto nel 2000, presenta un'orbita caratterizzata da un semiasse maggiore pari a 2,2907767 UA e da un'eccentricità di 0,1505822, inclinata di 5,07211° rispetto all'eclittica.